# Micromia ectocosma
Micromia ectocosma is een vlinder uit de familie van de spanners (Geometridae). De wetenschappelijke naam van de soort is voor het eerst geldig gepubliceerd in 1940 door Prout.